# بلدة ميناشا (ويسكونسن)
ميناشا (بالإنجليزية: Menasha (town), Wisconsin)‏ هي بلدة تقع في مقاطعة وينيباغو (ويسكونسن) بولاية ويسكونسن في الولايات المتحدة. تبلغ مساحتها 36 (كم²)، وترتفع عن سطح البحر م، بلغ عدد سكانها 18498 نسمة في عام 2010 حسب إحصاء مكتب تعداد الولايات المتحدة .

## التركيبة السكانية
حدّد مكتب تعداد الولايات المتحدة بيانات التركيبة السكانية لبلدة ميناشا في تعداد الولايات المتحدة. في ما يلي، التركيبة السكانية حسب تعدادي 2000 و2010.

### تعداد عام 2000
بلغ عدد سكان بلدة ميناشا 16,331 نسمة بحسب تعداد عام 2000، وبلغ عدد الأسر 6,951 أسرة وعدد العائلات 4,235 عائلة مقيمة في المدينة. في حين سجلت الكثافة السكانية 810.1 نسمة لكل كيلومتر مربع (2,098.1/ميل2). وبلغ عدد الوحدات السكنية 7,271 وحدة بمتوسط كثافة قدره 360.7 لكل كيلومتر مربع (934.2/ميل2).
وتوزع التركيب العرقي للمدينة بنسبة 94.80% من البيض و0.54% من الأمريكيين الأفارقة و0.61% من الأمريكيين الأصليين و1.62% من الأمريكيين ذوي الأصول الآسيوية و0.02% من سكان جزر المحيط الهادئ و1.38% من الأعراق الأخرى و1.04% من عرقين مختلطين أو أكثر و3.61% من الهسبانيون أو اللاتينيون من أي عرق.
بلغ عدد الأسر 6,951 أسرة كانت نسبة 33% منها لديها أطفال تحت سن الثامنة عشر تعيش معهم، وبلغت نسبة الأزواج القاطنين مع بعضهم البعض 46.1% من أصل المجموع الكلي للأسر، ونسبة 10.8% من الأسر كان لديها معيلات من الإناث دون وجود شريك، بينما كانت نسبة 4% من الأسر لديها معيلون من الذكور دون وجود شريكة وكانت نسبة 39.1% من غير العائلات. تألفت نسبة 31.8% من أصل جميع الأسر من عدة أفراد يعيشون في نفس المنزل ونسبة 10% كانت تتألف من شخص يعيش بمفرده يبلغ من العمر 65 عاماً أو أكثر. وبلغ متوسط حجم الأسرة المعيشية 2.35، أما متوسط حجم العائلات فبلغ 2.99.
بلغ العمر الوسطي للسكان 34.0 عاماً. وكانت نسبة 25.6% من القاطنين تحت سن الثامنة عشر، وكانت نسبة 9.6% بين الثامنة عشر والرابعة والعشرين عاماً، ونسبة 33.6% كانت واقعةً في الفئة العمرية ما بين الخامسة والعشرين والرابعة والأربعين عاماً، ونسبة 19.3% كانت ما بين الخامسة والأربعين والرابعة والستين، ونسبة 11.8% كانت ضمن فئة الخامسة والستين عاماً فما فوق. يوجد لكل 100 أنثى 96.7 ذكر، ويوجد لكل 100 أنثى في الثامنة عشر من عمرها فما فوق 93.4 ذكر.
بلغ متوسط دخل الأسرة في المدينة 39,936 دولارًا، أما متوسط دخل العائلة فبلغ 47,401 دولارًا. وكان متوسط دخل الذكور 36,705 دولارًا مقابل 25,176 دولارًا للإناث. وسجل دخل الفرد الخاص بالمدينة 20,743 دولارًا. وكانت نسبة 5.4% من العائلات ونسبة 6.5% من السكان تحت خط الفقر، وكان من هؤلاء نسبة 8.5% تحت سن الثامنة عشر ونسبة 8.2% في الخامسة والستين من العمر وما فوق.

## معرض صور

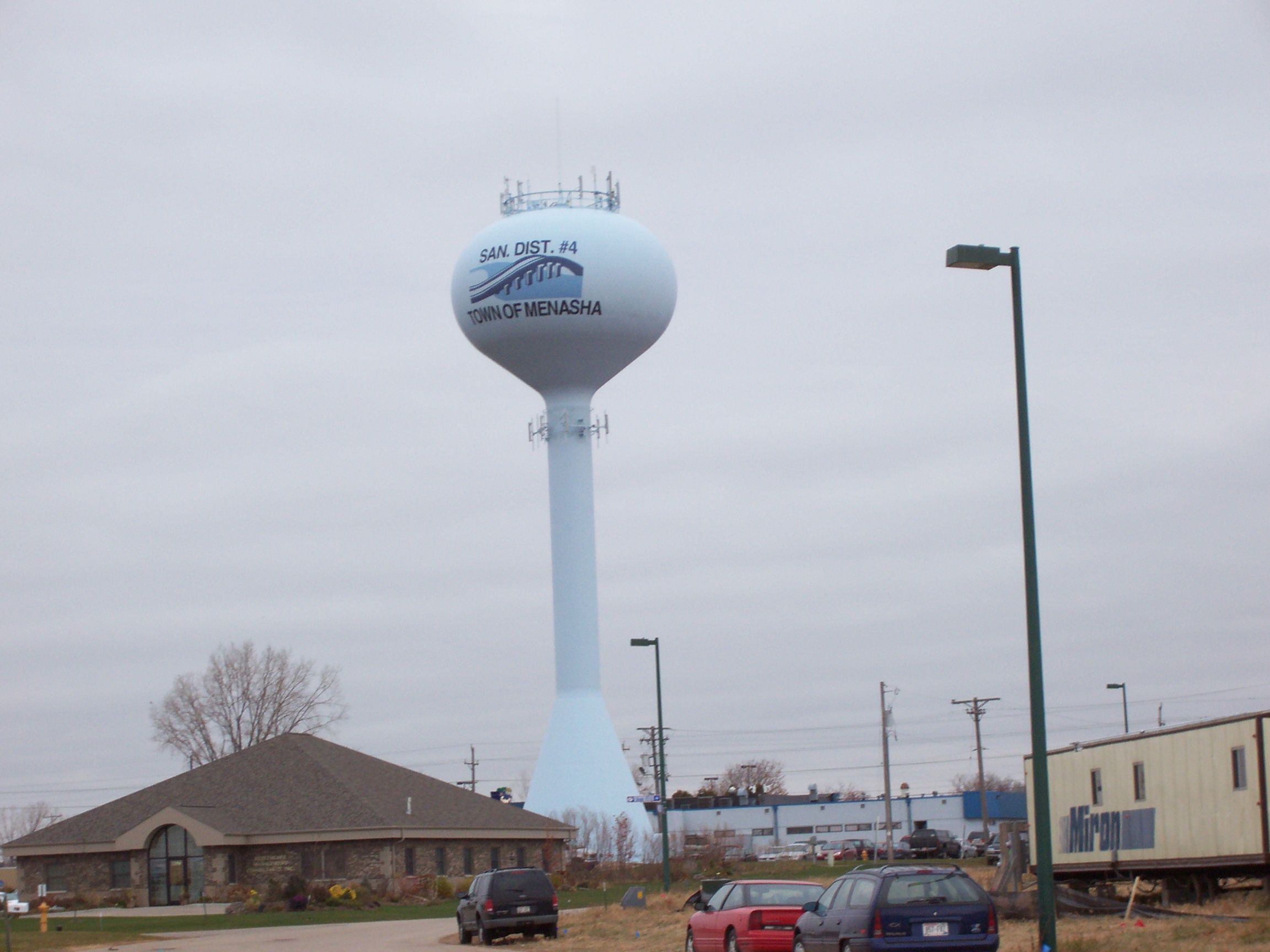
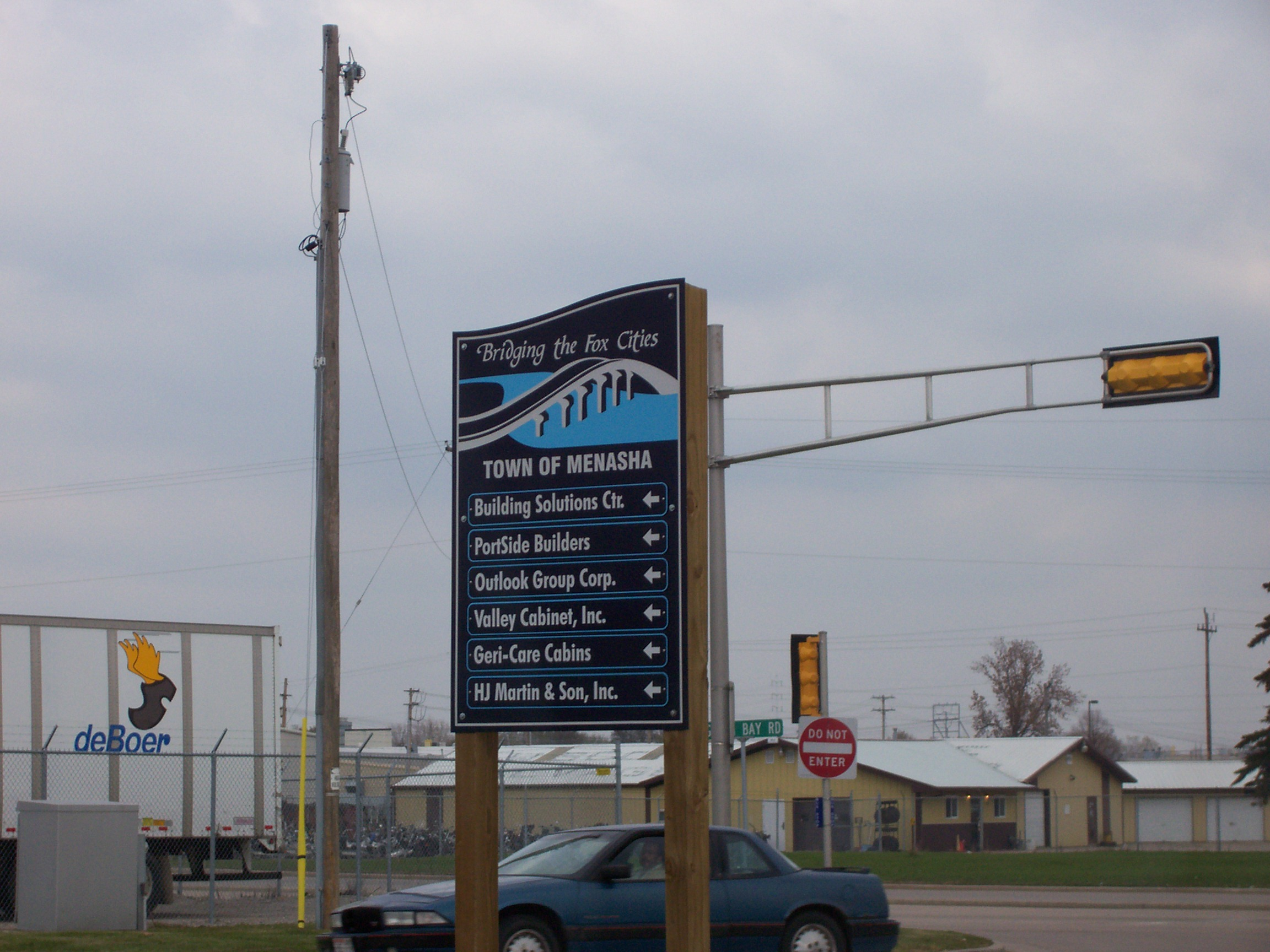
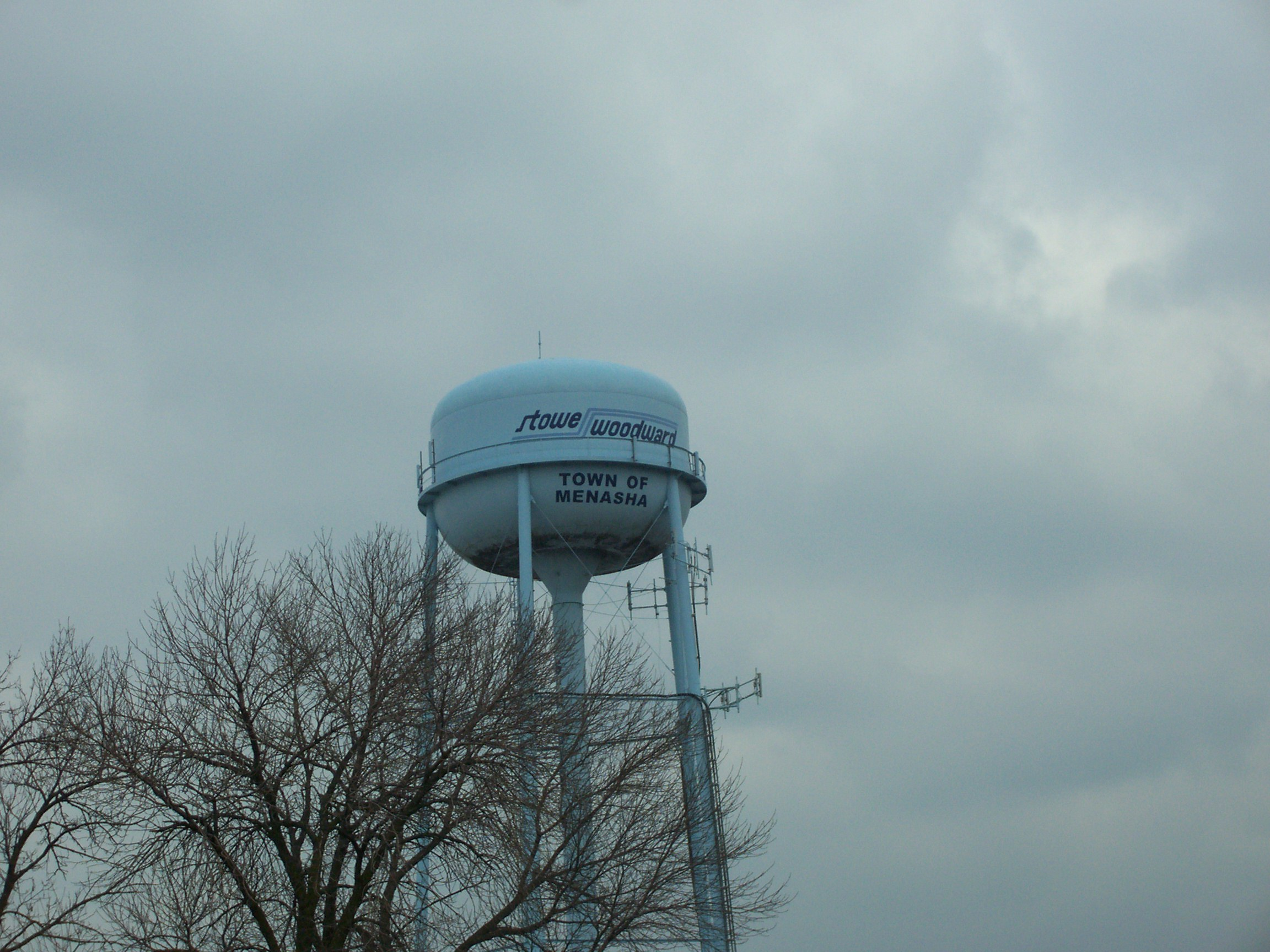

### تعداد عام 2010
بلغ عدد سكان بلدة ميناشا 17,353 نسمة بحسب تعداد عام 2010، وبلغ عدد الأسر 7,405 أسرة وعدد العائلات 4,415 عائلة مقيمة في المدينة. في حين سجلت الكثافة السكانية 860.8 نسمة لكل كيلومتر مربع (2,229.5/ميل2). وبلغ عدد الوحدات السكنية 7,973 وحدة بمتوسط كثافة قدره 395.5 لكل كيلومتر مربع (1,024.3/ميل2).
وتوزع التركيب العرقي للمدينة بنسبة 90.77% من البيض و1.22% من الأمريكيين الأفارقة و0.72% من الأمريكيين الأصليين و2.20% من الأمريكيين ذوي الأصول الآسيوية و0.06% من سكان جزر المحيط الهادئ و2.97% من الأعراق الأخرى و2.07% من عرقين مختلطين أو أكثر و6.94% من الهسبانيون أو اللاتينيون من أي عرق.
بلغ عدد الأسر 7,405 أسرة كانت نسبة 30.7% منها لديها أطفال تحت سن الثامنة عشر تعيش معهم، وبلغت نسبة الأزواج القاطنين مع بعضهم البعض 43.6% من أصل المجموع الكلي للأسر، ونسبة 10.9% من الأسر كان لديها معيلات من الإناث دون وجود شريك، بينما كانت نسبة 5.1% من الأسر لديها معيلون من الذكور دون وجود شريكة وكانت نسبة 40.4% من غير العائلات. تألفت نسبة 32.2% من أصل جميع الأسر من عدة أفراد يعيشون في نفس المنزل ونسبة 9.9% كانت تتألف من شخص يعيش بمفرده يبلغ من العمر 65 عاماً أو أكثر. وبلغ متوسط حجم الأسرة المعيشية 2.32، أما متوسط حجم العائلات فبلغ 2.95.
بلغ العمر الوسطي للسكان 36.0 عاماً. وكانت نسبة 24.8% من القاطنين تحت سن الثامنة عشر، وكانت نسبة 8.3% بين الثامنة عشر والرابعة والعشرين عاماً، ونسبة 29% كانت واقعةً في الفئة العمرية ما بين الخامسة والعشرين والرابعة والأربعين عاماً، ونسبة 26.4% كانت ما بين الخامسة والأربعين والرابعة والستين، ونسبة 11.6% كانت ضمن فئة الخامسة والستين عاماً فما فوق. وتوزع التركيب الجنسي للسكان بنسبة 49.4% ذكور و50.6% إناث.

## وصلات خارجية
- www.town-menasha.com
- The US50 - Cities and Towns in Wisconsin State
- Wisconsin Cities and Towns, Facts, Map, Flag, Colleges, Government, and More